# George Tomlinson (Politiker)
George Tomlinson, PC, JP (* 21. März 1890 in Rishton, Lancashire; † 22. September 1952 in Golders Green, London) war ein britischer Gewerkschaftsfunktionär und Politiker der Labour Party, der unter anderem von 1938 bis zu seinem Tod 1952 Abgeordneter des Unterhauses (House of Commons) war. Er fungierte zwischen 1945 und 1947 zunächst als Minister für öffentliche Arbeiten (Minister of Works) sowie daraufhin von 1947 bis 1951 im ersten und zweiten Kabinett Attlee als Bildungsminister (Minister of Education).

## Leben
George Tomlinson, Sohn von John Wesley Tomlinson und dessen Ehefrau Alice Tomlinson, begann nach dem Besuch der Rishton Elementary School und der dortigen Wesleyan School 1902 als Zwölfjähriger als Weber in einer Baumwollspinnerei zu arbeiten und begann einige Jahre später sein gewerkschaftliches und politisches Engagement für die Labour Party, die er im Gemeinderat (Urban District Council) von Rishton vertrat. 1912 wurde er Präsident der örtlichen der Vereinigung der Webereiarbeiter von Rishton (Rishton Weavers Association). Er war auch als methodistischer Laienprediger tätig und musste nach seiner Kriegsdienstverweigerung während des Ersten Weltkrieges drei Jahre lang als Landarbeiter arbeiten. Nach Kriegsende zog er nach Farnworth, um Kräutergetränke auf der Ladefläche eines Karrens zu verkaufen. Er war Mitglied des Gemeinderates von Farnworth und fungierte zwischen 1928 und 1935 auch als Vorsitzende des Bildungsausschusses des Gemeinderates. Außerdem wurde er 1931 Mitglied des (Lancashire County Council), des Rates der Grafschaft Lancashire, in der er zeitweilig als Friedensrichter (Justice of the Peace) tätig war. Nachdem er von 1932 bis 1934 Vorsitzender des Gemeinderates und damit de Facto Bürgermeister von Farnworth war, wurde er 1935 Sekretär der Rishton Weavers Association.
Nach dem Tod von Guy Rowson am 16. November 1937 wurde Tomlinson für die Labour Party bei der dadurch notwendig gewordenen Nachwahl (By-election) im Wahlkreis Farnworth am 27. Januar 1938 erstmals Abgeordneter des Unterhauses (House of Commons) und wurde bei den Unterhauswahlen am 5. Juli 1945, 23. Februar 1950 sowie am 25. Oktober 1951 in diesem Wahlkreis wiedergewählt. Während des Zweiten Weltkrieges war er in der Kriegsregierung Churchill zwischen Februar 1941 und Mai 1945 Parlamentarischer Sekretär im Ministerium für Arbeit und Nationalen Dienst (Parliamentary Secretary to the Ministry of Labour and National Service) und damit ein enger Mitarbeiter von Minister Ernest Bevin.
Nach dem Wahlsieg der Labour Party bei der Unterhauswahl am 5. Juli 1945 wurde George Tomlinson Minister für öffentliche Arbeiten (Minister of Works), wenngleich er als solcher allerdings kein formelles Mitglied des ersten Kabinetts Attlee war. Während dieser Zeit wurde er am 3. August 1945 Mitglied des Privy Council (PC), ein politisches Beratungsgremium des britischen Monarchen Im Rahmen einer Regierungsumbildung übernahm er am 10. Februar 1947 von Ellen Wilkinson im ersten Kabinett Attlee das Amt als Bildungsminister (Minister of Education) und bekleidete dieses Ministeramt zwischen dem 23. Februar 1950 und dem 26. Oktober 1951 auch im Kabinett Attlee II. Bei der nach seinem Tode am 22. September 1952 notwendig gewordenen Nachwahl im Wahlkreis Farnworth am 27. November 1952 wurde sein Parteifreund Ernest Thornton gewählt.
Aus seiner 1914 geschlossenen Ehe mit Ethel Tomlinson, Tochter von Humphrey Pursell und dessen Ehefrau Jane Pursell, ging eine Tochter hervor.